# Das Stacheltier: Unglaublich
Das Stacheltier: Unglaublich ist ein in Schwarzweiß gedrehter deutscher satirischer Kurz-Spielfilm aus dem DEFA-Studio für Spielfilme von Hans-Günter Kaden aus dem Jahr 1963, nach einer Idee von O. H. Wachsmuth.

## Handlung
Vier Jugendliche sitzen im Kino und wollen sich den Film Die Donau brennt ansehen. Als die Reklame auf der Leinwand vor dem Genuss von Alkohol durch Jugendliche warnt, äußert sich eines der Mädchen, dass sie bereits schon jetzt einen großen Durst hat. Da es den anderen nicht besser geht, besuchen sie gleich nach dem Kino eine Gaststätte, in der gerade ein Plakat über die Gefährlichkeit des Alkohols für Jugendliche, vom Wirt an der Wand befestigt wird. Trotz dieses Hinweises fühlt er sich nicht in der Lage, den vier jungen Leuten Brause oder Selters zu verkaufen, so dass sie die Gaststätte wechseln, denn das angebotene Bier möchten sie nicht.
In der nächsten Gaststätte gibt es ebenfalls keine alkoholfreien Getränke und die Frage nach Leitungswasser beantwortet der Kellner mit der Gegenfrage, wie er das denn berechnen soll. Also suchen sich die Vier eine dritte Gaststätte.
Doch auch hier wieder keine Brause und auch keinen Most, sondern nur Bier und Cognac und den Durst sollen sie vergessen. Nun bestellen die Jugendlichen in ihrer Wut vier doppelte Cognac, worauf die Kellnerin fragt, ob sie die mit oder ohne Selters bringen soll.

## Produktion
Der Schwarzweißfilm Das Stacheltier: Unglaublich wurde unter dem Arbeitstitel Meidet den Alkohol gedreht und lief ab dem 16. August 1963 als Vorfilm in den Kinos der DDR. Für die Herstellung war die Künstlerische Arbeitsgruppe Stacheltier in den DEFA-Studios verantwortlich, die Dramaturgie lag in den Händen von Gisela Szcech und das Szenenbild stammte von Senta Ochs.
Im Gegensatz zu mehreren Quellen, in denen Günter Marczinkowsky als Kameramann verzeichnet ist, wird im Abspann des Films Horst Brandt in dieser Funktion genannt.